# Tomo Jančiković
Tomislav (Tomo) Jančiković (Vinkovci, 2. studenoga 1899. – zatvor Srijemska Mitrovica, 30. studenoga 1951.), bio je hrvatski odvjetnik, političar i publicist. 

## Životopis

### Rani život i školovanje, Kraljevina Jugoslavija
Tomo Jančiković rodio se u Vinkovcima 1899. godine, u obitelji gimnazijskoga ravnatelja Ivana i Matilde (rođ. Floschütz) Jančiković. U Vinkovcima je završio pučku školu te do 1915. godine pohađao gimnaziju kada se odselio u Zagreb i nastavio školovanje u Klasičnoj gimnaziji koju je završio 1917. godine. Potom je upisao i studirao pravo na Pravnom fakultetu u Zagrebu. Godine 1924. diplomirao je i iste godine promoviran je u doktora prava. Privatnu odvjetničku kancelariju otvorio je 1927. godine. Još kao student učlanio se u Demokratsku stranku Ljube Davidovića. Iako je u proljeće 1928. godine iznosio u svojim člancima negativno stajalište o istupima Stjepana Radića u beogradskoj Skupštini (Napadi na parlamentarizam), nakon atentata u Narodnoj skupštini pristupio je HSS-u i postao jednim od vodećih suradnika predsjednika stranke, Vladka Mačeka. Sljedeće godine, kada je jugoslavenski kralj Aleksandar I. Karađorđević uveo diktaturu, pokrenuo je, kao odvjetnik i javna osoba, prekapanje grobova ubijenih Đure Đakovića i Nikole Hećimovića opovrgavajući službeno izvješće žandarmerije kako su oni ubijeni na granici, pri bijegu iz zemlje.
Tijekom diktature kao odvjetnik branio je mnoge optuženike u političkim procesima bez obzira na njihovo političko uvjerenje. Bio je jednim od odvjetnika na suđenjima članovima HSS-a (Josip Predavec, 1930. godine; Ivan Pernar, Đuro Kemfelja, Viktor Košutić, Petar Posarić i Paško Kaliterna, 1933. godine), te nekim komunistima ↓1 toga doba za koje je isto intervenirao na policiji. Također, 1931. godine, bio je jednim od branitelja skupini pravaške mladeži u procesu Hranilović-Soldin. Poslije je bio jednim od istaknutijih branitelja skupine seljaka u Kerestinečkome procesu, 1936. godine. Na skupštinskim izborima 1935. i 1938. godine izabran je za zastupnika HSS-a za Novi Marof. U Novom Marofu gdje se na skupštinskim izborima 1938. godine Jančiković kandidirao, sudjelovalo je 96,61% upisanih birača a od toga lista dra Mačeka dobila je 99,95% glasova.

### Drugi svjetski rat
U Travanjskome ratu 1941. godine Jančiković je bio mobiliziran (u činu kapetana) i prema osobnoj izjavi nije tražio izuzeće od mobilizacije na što je imao pravo kao narodni zastupnik. U Zagreb se vratio 10. travnja 1941. godine, na dan uspostave NDH. Tri dana poslije uhićen je i zatvoren, potom je poslije tri dana pušten, bez saslušanja. Nakon toga otišao je u Crikvenicu, u talijansku okupacijsku zonu, gdje je organizirao djelovanje HSS-a. Ustaški totalitarni režim, po uzoru na nacističku Njemačku i fašističku Italiju, nije dozvoljavao nikakvu političku oporbu i postojanje političkih stranaka pa je i HSS bio zabranjen, 11. lipnja 1941. godine. Ugledajući se na nacističku njemačku, provodeći rasističku politiku, ustaše su progonili Židove i Rome, na nacionalnoj osnovi progonili su Srbe, a na političkoj Hrvate protivnike ustaškoga režima. U srpnju 1941. godine Jančiković vratio se u Zagreb gdje je ponovno uhićen, a nakon što je pušten vratio se u Crikvenicu. Tijekom boravka u Crikvenici pisao je protuustaške letke, a sa Zagrebom i vodstvom HSS-a održavao je vezu putem glasonoša. U lipnju 1942. godine po nalogu stranačkoga vodstva otišao je u srednju Dalmaciju i Dubrovnik gdje je uspostavio veze s lokalnim stranačkim prvacima i ispitivao prilike nakon čega je, po povratku u Crikvenicu, 30. lipnja 1942. godine, napisao izvješće o svome putu i poslao ga u Zagreb. U njemu je istakao kako su:
 U kolovozu 1942. godine pokrenuo je i počeo izdavati ilegalni list Politički vjesnik te otklonio poziv partizana u Bihać i prihvaćanje visokoga položaja. Početkom 1943. godine napisao je elaborat ↓2 o preustroju HSS-a. U tome se elaboratu predviđalo formiranje novoga operativnoga vodstva stranke, izvršnoga odbora, koji bi uspostavljao vezu s dužnosnicima stranke na terenu, smatrajući kako je poraz NDH neminovan ističe se nužnost osiguranja samostojnosti i suvereniteta hrvatskoga naroda što bi morao riješiti HSS. Negov prijedlog za preustroj (zabranjene) stranke nije dobio podršku ostalih članova njena vodstva. Krug pod utjecajem inž. Augusta Košutića suprotstavlja se Jančikovićevu stavu spisom Hrvatska i Hrvati, a u njemu je izložena strategija politike čekanja gdje: Hrvati na ratna rješenja ne mogu utjecati; vjerojatno mogu utjecati samo na to u čije će interesne sfere Hrvatska ući; kako će dočekati kraj rata i kako će se postaviti u novoj situaciji i te kako ovisi o njima. U tome spisu vodstvo stranke osudilo je ustaše i četnike te se distanciralo, za nijansu blaže, od partizana a najvažnija je zadaća "biološki" sačuvati hrvatski narod, kako bi spremno mogao dočekati poziv da se pod Mačekovim vodstvom konačno izbori sloboda hrvatske države i naroda pod parolom "samoodređenje hrvatskog naroda i njegovo unutarnje uređenje na etičkim, socijalnim, kulturnim i gospodarskim načelima Hrvatskog seljačkog pokreta". U siječnju-veljači 1943. godine stigla mu je iz Zagreba uputa neka otputuje u London, a prepušteno mu je samome izabrati način na koji će to učiniti. Pokušaj legalnoga odlaska u Švicarsku pri kojemu mu je pomoći trebao Miro Čaleta, HSS-u naklonjeni konzul NDH u Rijeci, nije uspio te je u lipnju iste godine otišao u Split, na Korčulu, te u Metković, a ponovno odlazi i u Dubrovnik. Održavao je sastanke s pristašama HSS-a iz Dalmacije i Hercegovine, predstavnicima NOP-a te pokrenuo ilegalni list Hrvatski seljački glasnik. Odnosi partizana i HSS-a u Dubrovniku bili su dobri te su vršeni i određeni pregovori o suradnji (prema Jančikoviću postignut je sporazum po kojem se HSS obvezao da će financijski pomagati partizane, a u slučaju dolaska na vlast, vlast će uzajamno dijeliti). Kada je to izbilo na javnost, u kolovozu, talijanske su vlasti uhitile neke haesesovce, a Jančiković je izbjegao uhićenje. ↓3 Poslije toga sklonio se u Rijeku dubrovačku kod seljaka Kristovića gdje je bio i neko vrijeme poslije kapitulacije Italije.
 

#### Nakon kapitulacije Italije
Iz Dubrovnika je 7. listopada 1943. godine otišao na otok Lopud. S Lopuda je, 28. listopada iste godine, sa skupinom od jedanaest ljudi, ↓4 brodicom "Antun" dužine 7,5 m, otišao u Bari. Po dolasku u Bari prijavio se britanskim okupacijskim vlastima. Nastojao je doći u dodir s dr. Jurjem Krnjevićem, tada predstavnikom HSS-a pri izbjegličkoj vladi Kraljevine Jugoslavije, koji je bio u Londonu. Dana 1. studenoga 1943. godine uputio je pismo dr. Krnjeviću:
 Britanskim obavještajnim organima tijekom ispitivanja govorio je da želi stupiti u vezu s Jurjem Krnjevićem kako bi se utro put suradnji između HSS-a i onemogućilo da Hrvatska nakon rata padne pod isključivu dominaciju komunista. On je dalje tvrdio kako se mali broj članova HSS-a bori na strani partizana, ali im inače pomaže na razne načine; sama seljačka stranka nije organizirala posebne borbene jedinice a seljaci, koji se žele boriti protiv okupatora, prilaze partizanima te "iako Tito može biti naš vojni vođa, Maček ostaje naš politički vođa" unatoč tome što ga komunisti nastoje diskreditirati. Također govorio je o tijesnim vezama koje HSS održava s domobranima i uvjeravao kako bi domobrani prišli Britancima ako bi se ovi iskrcali u Dalmaciji, dok bi se ustaše borile do kraja na strani Nijemaca. Dana 12. lipnja 1944. godine sastao se u Bariju s dr. Ivanom Šubašićem, predsjednikom izbjegličke vlade Kraljevine Jugoslavije, uoči njegovoga odlaska na Vis na razgovore s vrhovnim zapovjednikom NOV-e Josipom Brozom Titom, te ponovno nakon toga sastanka, 19. lipnja 1944. godine. Jančiković je slično Britancima govorio i dru Šubašiću prikazavši mu stanje u NDH i redovima HSS-a ističući visoki autoritet dra Mačeka i kako vodstvo HSS-a nije zaključilo nikakvih sporazuma s NKOJ-em odnosno s Titom ali članovi HSS-a kao i domobrani surađuju s partizanima gdje i kako mogu te mu je spomenuo kako je vodstvo HSS-a u vezi s tajnim odborom glavnoga stana domobranske vojske koji su spremni za akciju ako ih saveznici pomognu. Tom prilikom bilo je razgovora i o domobranskome pukovniku Ivanu Babiću koji je poslan kao časnik za vezu sa saveznicima i koji je sa sobom ponio tajnu šifru. Na traženje dra Šubašića Foreign Office Jančikoviću je omogućio odlazak u London, kamo je otputovao zrakoplovom, 5. srpnja 1944. godine. Jančiković je pružao podršku dr. Ivanu Šubašiću vjerujući kako je njegova politika bila jedina mogućnost za spas Hrvatske. U Londonu je, na sjednici izbjegličke vlade Kraljevine Jugoslavije, 27. srpnja 1944. godine, imenovan viceguvernerom Narodne banke. Dr. Ivan Šubašić sa svojom vladom došao je u Beograd u veljači 1945. godine a s njim i Tomo Jančiković. U privremenoj vladi DFJ, sastavljenoj 7. ožujka 1945. godine, dr. Ivan Šubašić bio je ministar vanjskih poslova. Privremena vlada DFJ imenovala je Jančikovića na istu dužnost viceguvernera Narodne banke u ožujku 1945. godine. Nakon toga je kao izabrani narodni zastupnik iz zadnje Narodne Skupštine Kraljevine Jugoslavije bio izabran i članom AVNOJ-a odnosno Privremene Narodne Skupštine. 
 

### Nakon Drugoga svjetskog rata
Dr. Ivan Šubašić pismom je, 8. listopada 1945. godine, ↓5 predsjedniku vlade DFJ Josipu Brozu Titu, zbog neostvarenoga sporazuma, podnio ostavku na svoj položaj ministra vanjskih poslova. Njegova ostavka je od predsjednika vlade DFJ Josipa Broza Tita, odgovorom od 9. listopada 1945. godine, prihvaćena. Također i dr. Juraj Šutej, ministar bez lisnice u vladi DFJ, podnio je ostavku na svoj ministarski položaj. Nedugo potom i Jančiković podnio je ostavku na dužnost viceguvernera Narodne banke, smatrajući nakon njihovih ostavki podnošenje svoje ostavke politički i građanski ispravnim pošto je na položaj viceguvernera došao povjerenjem dra Šubašića i dra Šuteja. U isto je vrijeme ostavku podnio još jedan haesesovac, Ivan Bandić, činovnik vladina Privrednoga savjeta dok je inž. Franjo Gaži, suprotno tvrdnjama u literaturi, nastavio biti referent u Direkciji za vanjsku trgovinu. Javno se o tim ostavkama vrlo malo pisalo, a pismo dra Šubašića kojim je podnio ostavku nije niti objavljeno. Nakon toga Jančiković vratio se u Zagreb.
U odsutnosti predsjednika stranke dra Vladka Mačeka, 1945. godine, pripremao je HSS za izbore u NR Hrvatskoj 1946. godine. U Zagrebu je tijekom 1946. i početkom 1947. godine uz dra Jurja Šuteja bio jednim od najistaknutijih dužnosnika HSS-a pošto je predsjednik dr. Vladko Maček bio u inozemstvu, dopredsjednik inž. August Košutić u zatvoru ↓6 a dr. Ivan Šubašić zbog bolesti manje aktivan.  

#### Montirani politički sudski proces
Dana 16. svibnja 1947. godine uhićen je od novih komunističkih vlasti i suđen na montiranome procesu, početkom 1948. godine. Bio je prvooptuženi i suđen je zajedno s dr. Karlom Žunjevićem, inž. Ivanom Štefancom i skupinom studenata (među njima bili su i inž. Nikola Rastić i službenik Ignacije Rovišnjak) ↓7 a okrivljeni su: zbog suradnje s neprijateljem u zločinačkim planovima uperenima protiv temeljnih interesa naroda, njihove nacionalne slobode i nezavisnosti, zbog suradnje s agentima imperijalističkih reakcionarnih krugova, stvaranja zavjereničke špijunsko-terorističke organizacije i mačekovskog središta, fabriciranja krivotvorenih izvješća o izborima, izazivanja incidenata na Filozofskom fakultetu u Zagrebu, o čemu su izvješće dostavili i agentima stranih obavještajnih službi, ujedinjavanja svih protunarodnih elemenata u zemlji u Seljački blok, a na poticaj inozemnih špijuna, te propagande protiv ustavnog poretka radi izazivanja imperijalističke intervencije. ↓8 Branitelj mu je bio dr. Ivo Politeo. Presuda je objavljena 23. veljače 1948. godine a Jančiković je osuđen na kaznu lišenja slobode s prisilnim radom u trajanju od 10 godina i gubitak svih građanskih prava osim roditeljskoga za vrijeme od 2 godine. Štefanac je bio osuđen na kaznu lišenja slobode s prisilnim radom u trajanju od 9 godina i gubitak svih građanskih prava osim roditeljskoga za vrijeme od 2 godine, a Žunjević na kaznu lišenja slobode s prisilnim radom u trajanju od 5 godina i gubitak svih građanskih prava osim roditeljskoga za vrijeme od 1 godine. Ostali su osuđeni ↓9 na nešto kraće kazne. Jančikovićev branitelj dr. Ivo Politeo uložio je žalbu na sudsku presudu u kojoj je konstatirao kako:
 U ožujku 1948. godine Vrhovni sud NRH odbio je žalbu s obrazloženjem:

#### Zatvor i smrt
Kaznu je Jančiković izdržavao u Lepoglavi gdje je teško zlostavljan i ubrzo nakon što je prebačen u Srijemsku Mitrovicu umro je, 30. studenoga 1951. godine. Prema službenoj obavijesti umro je od srčane kapi. Postoji sumnja na ubojstvo. Jančikovićeva obitelj uopće nije bila obaviještena o njegovoj smrti nego je to saznala tek pri dopisivanju s vlastima, nakon što im se 4. prosinca 1951. godine vratio paket iz Srijemske Mitrovice, s opaskom, "Osuđenik umro".

## Publicistička djelatnost
Jančiković je autorom više političkih rasprava. Njegov govor sa suđenja skupini seljaka u Kerestinečkome procesu 1936. godine tiskan je u posebnoj brošuri, Govor branitelja dra Tome Jančikovića za optužene hrvatske seljake radi Kerestinca (Zagreb, 1936.) a napisao je i brošuru Hrvati u izborima 11. prosinca 1938. koja je izdana u Zagrebu 1939. godine. Pisao je stručne i analitičke članke o tadašnjim zakonima te o stradanju i režimskom atentatu na punca Ivu Pilara u Mjesečniku (npr. Dr. Ivo Pilar kao pravnik, 1933.), Novostima, Odvjetniku i inima. Jančikovićev ratni dnevnik (razdoblje od 9. rujna 1943. do 4. srpnja 1944. godine) objavljen je 1996. godine u knjizi Ljube Bobana Dr. Tomo Jančiković: HSS između zapadnih saveznika i jugoslavenskih komunista (str. 168. – 288.).  

## Djela
- Govor branitelja dra Tome Jančikovića za optužene hrvatske seljake radi „Kerestinca”: (po stenografskim bilješkama), Štamparija »Grafika« (S. Kovačić), Zagreb, 1936.
- Hrvati u izborima 11. prosinca 1938., Tiskara Merkantile (Jutriša i Sedmak), Zagreb, 1939.